# Francisco Hernández de Toledo

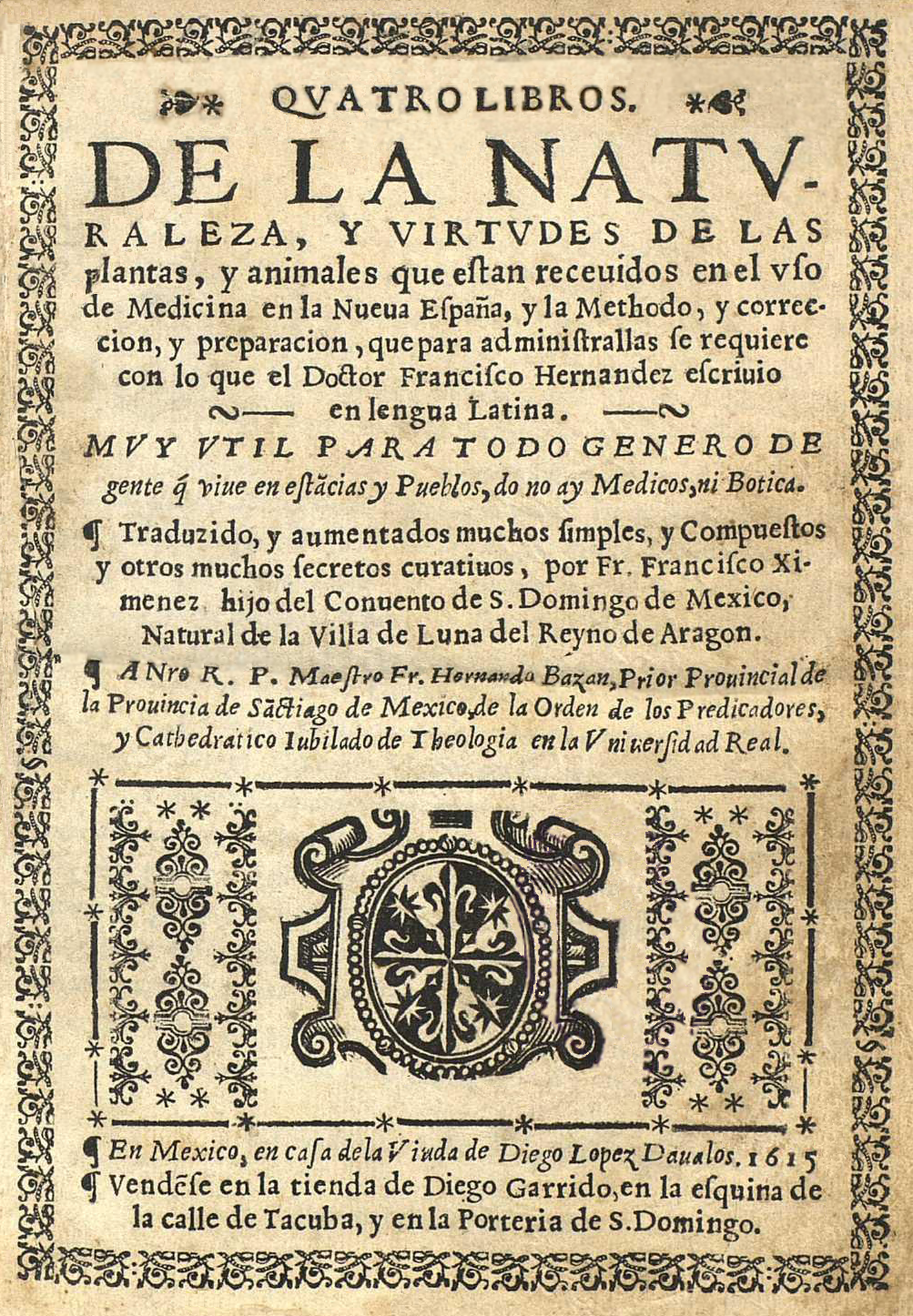
Quatro libros de la naturaleza y virtudes de las plantas y animales. México: 1615.

Francisco Hernández de Toledo (La Puebla de Montalbán (Toledo), 1514 – Madrid, 28 januari 1587) was een Spaans natuuronderzoeker en arts in dienst van de Spaanse koning.
Hernández studeerde botanie en medicijnen aan de Universiteit van Alcalá en was een van de eerste wetenschappers die de Nieuwe Wereld (Amerika) bezocht, op zoek naar geneeskrachtige planten. Hernández deed zich ook als ornitholoog kennen.
- Bibsys: 2054389
- Biblioteca Nacional de España: XX1148701
- Bibliothèque nationale de France: cb125639869 (data)
- Author citation (botany): F.Hern.
- Catàleg d'autoritats de noms i títols de Catalunya: 981058518531506706
- CiNii: DA0395276X
- Gemeinsame Normdatei: 119278499
- International Standard Name Identifier: 0000 0000 5930 7358
- Library of Congress Control Number: n84072378
- Nationale Bibliotheek van Israël: 987007460521705171
- Nederlandse Thesaurus van Auteursnamen: 143311522
- SNAC: w6dz0wkk
- Système universitaire de documentation: 034940820
- Virtual International Authority File: 41957137
- WorldCat: E39PBJhtb8k6Jx9jHtC6xYTCQq